# Albino González y Menéndez Reigada
Albino González y Menéndez-Reigada (Corias (es), Cangas del Tineo, Asturies, 18 janvier 1881 - Cordoue, 13 août 1958) était un ecclésiastique espagnol et évêque du diocèse de San Cristóbal de La Laguna et plus tard évêque du diocèse de Cordoue.

## Épiscopat
Il a été nommé évêque de San Cristóbal de La Laguna ou de Tenerife le 8 décembre 1924 par le pape Pie XI.
Il fut consacré à Madrid le 19 juillet 1925. Le 10 août 1925, il entra dans le diocèse. Au cours de son pontificat, le 7 juin 1941, le cardinal Federico Tedeschini a solennellement couronné l'image de Notre-Dame-des-Neiges, patronne de l'île de La Palma. Il a élargi le bâtiment du séminaire. Il a créé le Séminaire mineur en 1944. Il a ordonné 48 prêtres diocésains. Il a servi le diocèse pendant vingt ans jusqu'à son transfert au diocèse de Cordoue, où il est décédé.